# Britisch Langhaar

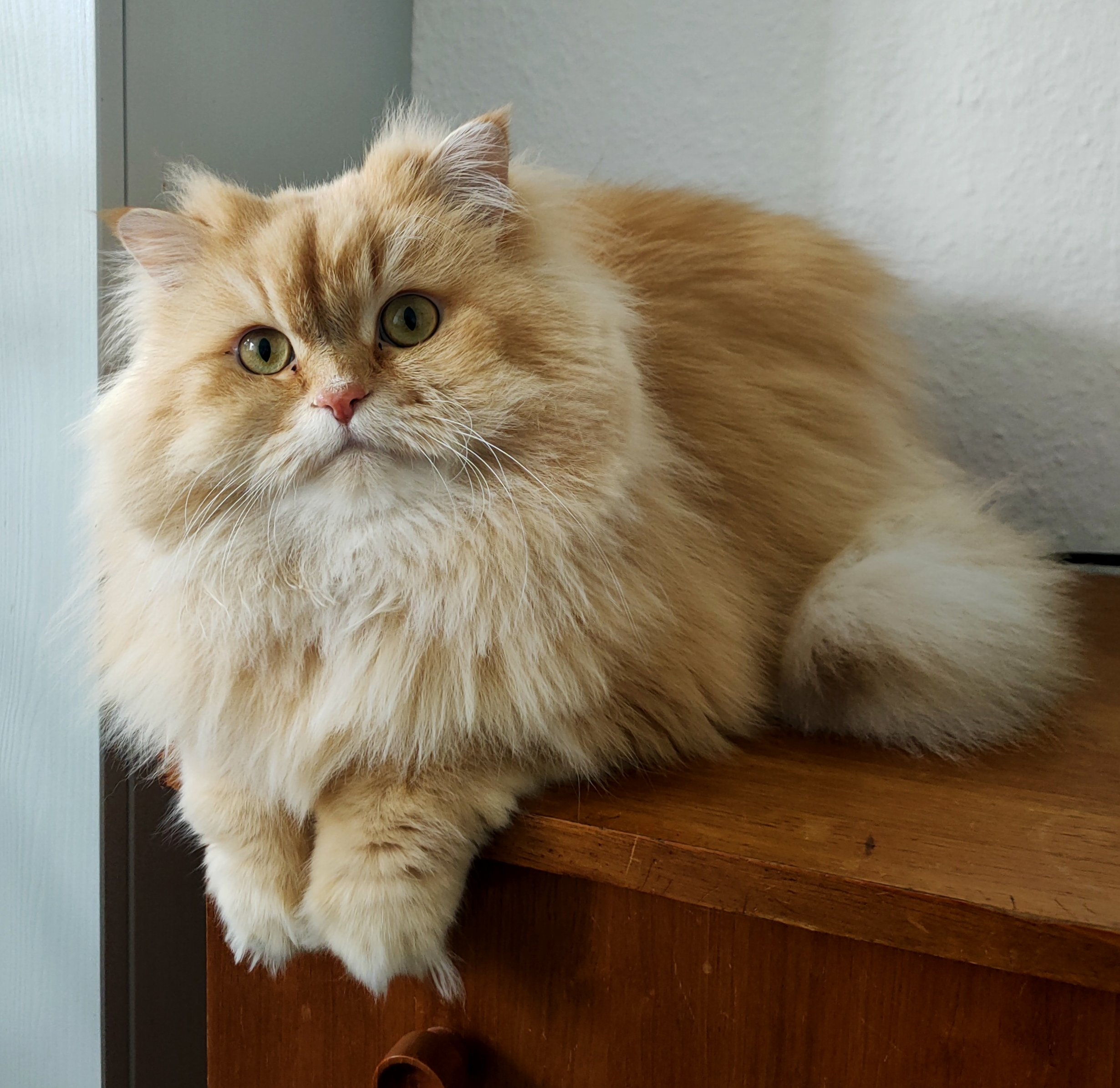
Britisch Langhaar – Creme Gold

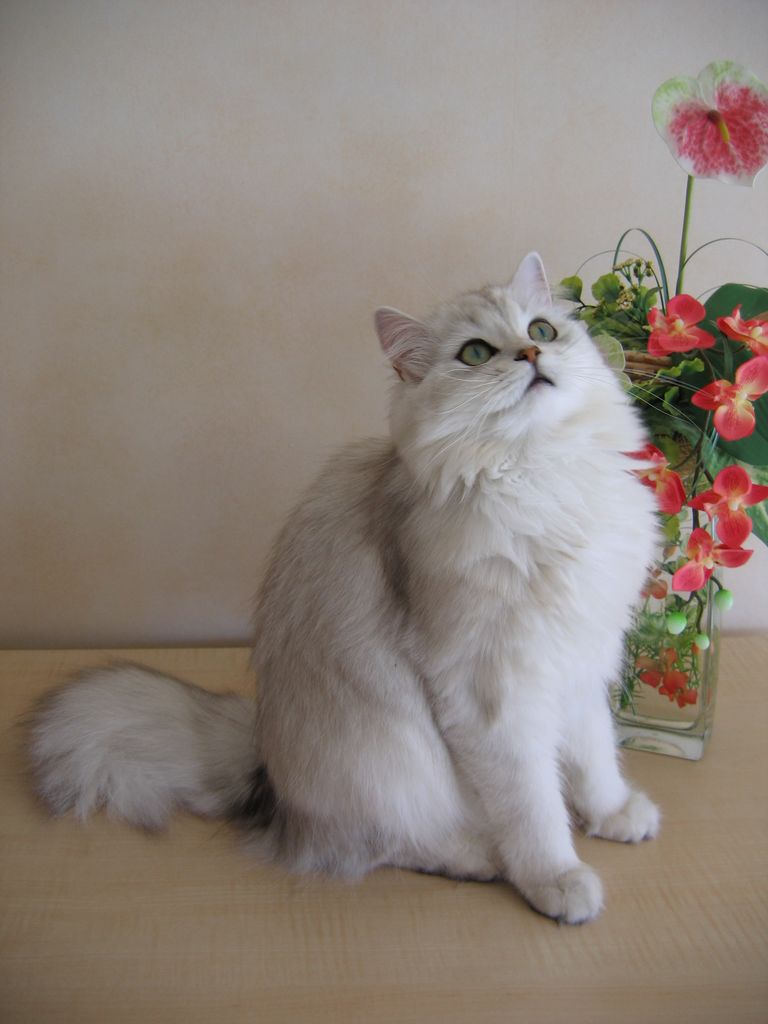
British Longhair – Black Silver Shaded

Die Britisch Langhaar (abgekürzt: BLH), auch Britisch Langhaarkatze oder Highlander, ist die Halblanghaarvariante der Britisch Kurzhaar. Sie unterscheidet sich von dieser nur durch die Felllänge und wird nach dem gleichen Rassestandard gezüchtet.

## Geschichte
Die Britisch Langhaar entstand durch die Zucht aus Britisch Kurzhaar und Perserkatze. Sie wird noch nicht sehr lange als eigenständige Rasse gezüchtet. Da viele Britisch Kurzhaarkatzen die Mutation für Langhaar tragen, kam es immer wieder vor, dass aus zwei Britisch Kurzhaarkatzen auch langhaarige Tiere geboren wurden. Dies waren die Ausgangstiere für die Zucht der Britisch Langhaar. Britisch Langhaar und Britisch Kurzhaar dürfen miteinander gepaart werden.

## Wesen
Die Britisch Langhaar ist eine intelligente, ruhige und ausgeglichene Hauskatze, die sich eng an ihren Menschen anschließt. Sie ist verspielt, neugierig und freundlich. Sie besitzt einen eher mäßigen Bewegungsdrang.

## Körperbau
Die Britisch Langhaar hat einen gedrungenen und muskulösen Körperbau mit kurzen kräftigen Beinen und großen Pfoten. Sie besitzt einen runden und breiten Kopf mit kleiner Nase, kräftigem Kinn und mittelgroßen Ohren. Das Fell ist dicht, mittellang und seiden mit viel Unterwolle.